# 中村錦
中村 錦（なかむら にしき）は、日本のエロ漫画家、イラストレーター、原画家。

## 作品リスト

### 漫画作品（単行本）
- FLORA ComiX
- Heaven's Egg
- Cytherea（キュセレイア）
- 暗闇に咲く花
- 東京鎮魂歌

### 挿絵（文庫小説イラスト）
- 王立魔法女学院 調教の儀式（原作/文：工藤俊彦）
- 深夜病棟 鳴りやまないナースコール（原作/文：酒井童人）
- Friends 幼なじみ（原作/文：松田佳人）

### ゲーム原画
- 魔性の貌（ミンク、1996年）
- 鬼神草紙（JADE、1999年）
- 凌辱鬼（Guilty、2000年）
- ソドムの島〜Night of blind〜（M no VIOLET、2004年）
- 淫辱触手電車 降界凌辱編（ポコブラック、2007年）